# Károlyi-kastély (Füzérradvány)
A Károlyi-kastély 16. századi elődjét Réthey Péter építette a 16. század végén. A kastélyt és a hozzá tartozó birtokot I. Lipót 1686-ban Károlyi Lászlónak adományozta. A 16. századi eredetű Károlyi-kastélyt Ybl Miklós tervei alapján építették át romantikus-eklektikus stílusban 1860 és 1870 között, pompás termeiben azonban hamisítatlan itáliai reneszánsz fogadja az érkezőket. Magyarország egyik legnagyobb kastélyának több mint 100 hektáros parkja védett.
A kastély és a kastélypark is a 3719-es útról letérve közelíthető meg, egy alsóbbrendű, számozatlan, de jó minőségű, szilárd burkolatú mellékúton.

## Története
1614-ben gr. Nádasdy Pál a birtokos, de 1620-ban Radvány már Réthey Péter zálogbirtoka. Özvegye 1626-ban végrendeletében leányának, Réthey Zsófiának és férjének, Mosdóssy Imrének hagyományozta  a kastély módjára épült radványi kúriát és kötelezi gyermekét, hogy a radványi templom építését fejezze be. Ez az első írott adat a kastélyról és a templomról. A záloghoz még 1660-ban is életfogytig ragaszkodik Réthey Zsófia, aki akkor Jékei Buly Ferenccel lakott a kastélyban. Radvány 1674 és 1680 között királyi adományként Hartyáni Andrásé, 1680-ban a kincstáré volt, azonban továbbra is az özvegy második férje és annak fia, Várady Mihály használta, mint zálogbirtokot. A kastélyt és a hozzá tartozó birtokot I. Lipót 1686-ban Károlyi Lászlónak adományozta. Báró Károlyi Sándor (1669-1743) 1702-ben 5000 Ft-ért jutott Radvány birtokához a kamarától. 1717-ben Radványt a kastéllyal és a falvakkal együtt Károlyi Sándor 30 évre báró Dessewffy Imre tábornoknak zálogosította el 5000 Ft-ért. 1734-től Dessewffy  Ferenc fia, abaúji alispán a birtokon élt. 1754-ben gr. Károlyi Ferenc visszaváltotta Radványt.
Az 1717-ben a kastélyról felvett részletes leírás ismerteti meg alaposan az épületet, tükrözve a lakatlan, ajtók nélküli állapotokat, amely összevethető az 1702-ben felvett vonalas rajzból kiolvashatókkal. A kastély "L" alakú volt, délre és keletre néző szárnyakkal, három sarkán egy-egy zárt kémlelő erkéllyel. Az 1752-ben gróf Károlyi Ferenc tervrajzot készíttetett a kastélyról, amely 1754-ben visszakerült ugyan a Károlyi családhoz, de ismét bérbeadták Péchy Istvánnak.